# Fachschule für angewandte Kunst Heiligendamm

Logo der Fachschule für angewandte Kunst

Die Fachschule für angewandte Kunst Heiligendamm war eine Bildungseinrichtung zur Personalentwicklung für Berufe mit den Schwerpunkten der künstlerischen Gestaltung. Der Standort war im Ostseebad Heiligendamm. Mit ihrer Gründung wurde das Ziel der Fortführung der Ideen des Bauhauses verfolgt. Sie war eine der sieben Fachschulen für angewandte Kunst auf dem Gebiet der DDR. Die Ausbildungszeit betrug drei Jahre.

## Geschichte

### Vorgängereinrichtungen
Ein erster Vorläufer der Institution wurde 1948 mit der Landeskunstschule Mecklenburg in Putbus durch Werner Laux vorbereitet. Nach einem Brand war aber dieses Objekt nicht mehr nutzbar. Deshalb wurde dieser Aufbauschritt 1949 unter dem Namen „Gestaltende Technik – Arbeitsschule für Güte und Form“ in Wismar im Wissen um die Struktur und Form der Bauhaustraditionen von 1933 weitergeführt. Die Stadt Wismar und die dortige Werft hatten die Verfügbarkeit von Räumlichkeiten signalisiert.
Erst im Herbst 1950 gelang es, die Fachschule für gestaltende Technik mit fünf Abteilungen (Textil, Keramik, Schmuck, Vorbildbau und Malerei) durch Werner Laux in Wismar zu gründen. Bis 1952 hatte er auch das Amt des Direktors inne.
Nach Umbenennung in Fachschule für angewandte Kunst Wismar (FAK Wismar) wurden ab Ende 1951 schrittweise weitere Fachbereiche eingerichtet und die Studenten in den folgenden acht Fachgruppen unterrichtet:
- Raum und Gerät, Gerätebau, Möbelbau, Ausbau, Modellbau
- Plastik, Raumplastik und Bauplastik
- Malerei, Raum und Fläche
- Grafik und Gebrauchsgrafik
- Keramik, Gebrauchskeramik, Baukeramik
- Textil, Gebrauchsgewebe, Technische Gewebe
- Modegestaltung
- Schmuck, Gebrauchsschmuck, Gerät und Raumschmuck[1]

### Fachschule für angewandte Kunst Heiligendamm
Bereits Mitte 1952 stand ein weiterer Umzug der Institution fest. Im Frühjahr 1953 wechselte die Fachschule an ihren Standort in Heiligendamm in ein ehemaliges Hotel und ein verlassenes Kindererholungsheim an der Kühlungsborner Straße. Zudem wurden zusätzliche Baracken für Ateliers und Werkstätten errichtet. Hier wurden dann auch die ersten Abschlussprüfungen abgenommen. Seitdem wurden an der Fachschule für angewandte Kunst Heiligendamm (FAK Heiligendamm) rund 1500 Innenarchitekten, Möbeldesigner, Produktdesigner, Grafikdesigner und Schmuckdesigner ausgebildet.
Im Jahr 1954 wurde eine neunte Abteilung gegründet:
- Schiffbau/Innenausbau von Passagierschiffen.[1]

Ab 1963 war die FAK Heiligendamm die alleinige Institution zur Ausbildung von Innenarchitekten auf dem Gebiet der DDR.
Ab 1970 erfolgte die Ausbildung nur noch in den vier Fachrichtungen:
- Raumgestaltung/Innenarchitektur
- Produktgestaltung
- Schmuckgestaltung
- Farb- und Oberflächengestaltung/Baukeramik[1]

Während der Semesterferien in der Sommerzeit wurden die Gebäude und Wohnheime als Kinderferienlager des Ministeriums für Kultur der DDR genutzt. Im Sommer 1990 fanden die letzten beiden Durchgänge statt.

### Nachfolgeeinrichtungen
Im Herbst 1991 wurde die bisherige FAK Heiligendamm mit ihren Fachbereichen Innenarchitektur und Design als Außenstelle der Fachhochschule Stralsund angeschlossen und erhielt damit ihre Anerkennung als Fachhochschule für Angewandte Kunst Heiligendamm. Zeitnah erfolgte die Gleichstellung der Fachschulabschlüsse aus der DDR-Zeit mit den Fachhochschulabschlüssen der Bundesrepublik.
Am 15. Oktober 1991 begann der Studienbetrieb in Heiligendamm als Hochschule für Design.
Mit der Gründung der Hochschule Wismar/Fachhochschule für Technik, Wirtschaft und Gestaltung, im Oktober 1992 wurde sie dann als Fachbereich Design/Innenarchitektur Bestandteil dieser Bildungseinrichtung. Im Jahr 2000 wurde der Standort des Fachbereichs in Heiligendamm aufgegeben und er zog um in einen Neubau auf dem Campusgelände in Wismar.
Das Gelände der ehemaligen Fachhochschule in Heiligendamm wurde an die EntwicklungsCompagnie Heiligendamm GmbH & Co. KG (ECH) verkauft.
Im Jahr 2007 wurde der Fachbereich zur Fakultät Gestaltung an der Hochschule Wismar erhoben.
Im gleichen Jahr ließ die ECH im Vorfeld des G8-Gipfels auf dem ehemaligen Gelände in Heiligendamm ein Gebäude abreißen.

## Direktoren
- Werner Laux (1902–1975), 1950–1952
- Reinhard Schmidt (1917–1980), 1953–1956
- Gerhard Präkelt, 1957–1967
- Siegfried Stöbe, 1967–1970
- Helmuth Rother, 1970–1972 kommissarisch
- Joachim Skerl (* 1933), 1972–1990

## Dozenten (unvollständig)
Soweit bekannt sortiert nach dem Jahr des Beginns der Lehrtätigkeit an der Fachschule
- Heinz Dubois (1914–1966), 1950–1952 im Fach Malerei[7][8]
- Irmfried Liebscher (1901 – 1973), im Fach Keramik
- Franz Willert, im Fach Keramik

- Hans Schlapmann (1920 – 1975), 1951–1968, im Fach Gebrauchsgrafik
- Wilhelm Mandel (1907–1985) 1953–1975

- Renata Ahrens (1929–2023), 1954–1971 im Fach Schmuck und Gebrauchsschmuck
- Heinz Wodzicka (1930–2022), 1958–1998 in den Grundlagenfächern
- Rudolf Austen (1931–2003), 1960–1980 in den Fächern Malerei, Entwurf und Naturstudium
- Bruno Groth (1926–2018), 1964 im Fach Malerei
- Hans Meyer (* 1938), 1961–1991 im Fach Innenarchitektur
- Uta Wulsten (* 1940), ab 1969, Design
- Ludwig Bonitz (1936–2007), ab 1976, u. a. Grafik-Design
- Gerhard Weber (* 1948), 1979–1990 im Fach Zeichnen
- Reinhard Buch (* 1954), 1985–1987
- Fritz Eisel (1929–2010), 1985–1994

## Absolventen (unvollständig)
Sortiert nach dem Jahr des erfolgreichen Abschlusses der Fachschule
- Rudolf Austen (1931–2003), 1950–1953
- Walther Preik, (1932 – 2018), 1950
- Heinz Wodzicka (1930–2022), 1950–1953
- Horst Giese (1931–1987), 1950–1953
- Erich John (* 1932), 1950–1953 im Fach Kunstschmiede-Metallgestaltung
- Helmut Symmangk (1931–2018), 1950–1953 im Fach Grafik
- Hubert Petras (1929–2010), 1950–1953
- Martin Kelm (* 1930), 1950–1953
- Vinzenz Wanitschke, 1950–1953
- Georg Wratsch, 1950–1953 im Fach Malerei
- Albrecht von Bodecker (* 1932), 1952–1954
- Lothar Scholz (1935–2015), 1951–1954 im Fach Baukeramik
- Stephan Horota (* 1932), 1952–1954
- Ellinor Symmangk (1931– 2004), 1951–1954 im Fach Keramik
- Horst Oehlke (1931–2010), –1954 im Fach Textil, Gebrauchsgewebe, Technische Gewebe
- Stefan Thomas (1932–2025) um 1955
- Hermann Lindner (1934–2000), 1953–1956
- Manfred Heintze (1934–1985), 1953–1956
- Inge Gürtzig (1935–2020), 1954–1956
- Peter Kraft (* 1935), 1954–1957 im Fach Grafik und Gebrauchsgrafik
- Ludwig Bonitz (1936–2007), 1956–1959
- Egon Wrobel (* 1939), 1956–1959
- Hildegard Korger (1935–2018), 1956–1959
- Manfred Neumann (* 1938), –1959
- Ortraud Lerch (1939–2013)
- Annegret Goebeler (* 1943)
- Günter Kiefer-Lerch (1937–2014), –1960
- Feliks Büttner (* 1940), 1960–1961
- Dieter Graupner (1940–2022), 1960–1964
- Hubert Paul (1933–2015), 1959–1964
- Jürgen Henker (* 1940), 1961–1964
- Karl-Heinz Barth (1937–2011), 1961–1965 im Fach Innenarchitektur[9]
- Wilfried Homuth (* 1940), 1965–1968, im Fach angewandte Malerei
- Hans-Joachim Bruhn (* 1943), 1965–1969, im Fach Malerei
- Gerd Frick (* 1948), 1967–1969
- Monika Hamann (* 1948), 1968–1972
- Dietmar Lenz  (* 1948), 1968–1971, Gebrauchsgrafik
- Hildegund Sell (1933–2022), im Fach Keramik
- Rainer Sperl (* 1949), 1973–1976
- Anette Schröder (* 1955), 1978–1982
- Eberhard Marx (* 1951), 1983–1986
- Susann Uplegger (* 1971), 1986–1988